# 佐村镇
佐村镇，中国浙江省金华市东阳市下辖的一个镇。

## 辖区
该镇辖有：	上林口村、山合村、珊门村、流贵塘村、大塘光村、佐村、桑梓村、谷岱村、斯光村、前塘村、罗峰村、友谊村、厦城村、宅口村、香溪村、上村、石桥村、五丰村、白牛畈村、五联村、西营村、赵楼村、俞家村、平坑村、石井坑村、